# Graptartia tropicalis
Graptartia tropicalis là một loài nhện trong họ Corinnidae.
Loài này thuộc chi Graptartia. Graptartia tropicalis được miêu tả năm 2004 bởi Haddad.